# Dichelacera nigricorpus
Dichelacera nigricorpus är en tvåvingeart som först beskrevs av Lutz 1915.  Dichelacera nigricorpus ingår i släktet Dichelacera och familjen bromsar. Inga underarter finns listade i Catalogue of Life.